# Нова Шкотска
Нова Шкотска (енгл. Nova Scotia, фр. Nouvelle-Écosse, шкотгел. Alba Nuadh), једна је од десет канадских покрајина (провинција). Статус је стекла истовремено са Онтариом, Квебеком и Њу Брансвиком 1867. године.
Главни и највећи град и привредно средиште покрајине је Халифакс.
- Површина: 53.338
- Становника: 923.598

## Географија
Покрајина Нова Шкотска се састоји од копна – полуострво које је широко 380 mi (610 km) (608 km) и острва Кејп Бретон, које је са копном повезано насипом Кенсо, који је у ствари уздигнути пут и железничка пруга. Око три четвртине земљишта је под шумом, док обрадиве површине има само 10%. Кршевита, разуђена обала има природне луке за многе рибарске и друге бродове. Јужни део Нове Шкотске је брдовит, а у унутрашњости постоје многа језера, реке и долине.

## Привреда

### Риболов
Добар део становништва Нове Шкотске запослен је у овој привредној грани. Ту се годишње зараде милиони долара огромним уловима бакалара свих врста ракова и других врста риба.

### Пољопривреда
Око 10% земље може се сматрати пољопривредном и највише се користи за млекарство. Долине око залива Фанди и голфа Светог Лоренса су познате по гајењу јабука и осталог воћа.

### Рударство
По производњи угља Нова Шкотска је на првом месту у земљи, а удружена са експлоатацијом гвоздене руде довела је до пораста индустрије гвожђа и челика.

### Производња
Широм целе покрајине почела је да се развија индустријска производња, прерада, и копање руде. Бродоградња увелико цвета.

## Клима
Нова Шкотска има умерену климу са топлим, али не жарким летима и много кише током године.

## Становништво
| 1996.   | 2001.   | 2006.   | 2011.   | 2016.   |
| ------- | ------- | ------- | ------- | ------- |
| 909.282 | 908.007 | 913.462 | 921.727 | 923.598 |